# Wagner Lago
Ricardo Wagner de Carvalho Lago, ou apenas Wagner Lago, (Pedreiras, 15 de fevereiro de 1944) é um advogado, promotor de justiça e político brasileiro que foi deputado federal pelo Maranhão.

## Dados biográficos
Filho de José Ribamar de Carvalho Lago e Neusa Garcez Lago. Advogado formado pela Universidade Federal do Maranhão em 1967, foi promotor de justiça em São Luís e procurador do Ministério Público Estadual. Filiado ao MDB durante a vigência do bipartidarismo, filiou-se ao PMDB e por esse partido foi eleito deputado federal em 1982 e reeleito em 1986. Durante sua estadia em Brasília votou pela Emenda Dante de Oliveira em 1984, em Tancredo Neves no Colégio Eleitoral em 1985 e ajudou a elaborar a Constituição de 1988.
Na década seguinte ingressou no PDT onde permaneceu durante quase todo o tempo e nesta legenda foi derrotado na eleição para senador em 1990 e 1994. Escolhido como procurador-geral de São Luís após as eleições municipais de 1996 e 2000 por seu irmão, o prefeito Jackson Lago, renunciou ao cargo a tempo de eleger-se deputado federal em 2002.
Seu último cargo público foi o de secretário extraordinário de Assuntos Políticos durante a gestão de Tadeu Palácio como prefeito da capital maranhense.